# Saltos ornamentais nos Jogos Olímpicos de Verão de 2020 - Trampolim 3 m individual feminino
A competição do trampolim de 3 m individual feminino dos saltos ornamentais nos Jogos Olímpicos de Verão de 2020 foi realizada entre 30 de julho e 1 de agosto de 2021, no Centro Aquático de Tóquio, em Tóquio. Um total de 27 saltadoras de 17 Comitês Olímpicos Nacionais (CON) participaram do evento.

## Qualificação
As doze melhores saltadoras do Campeonato Mundial de Esportes Aquáticos de 2019 ganharam uma vaga para seu respectivo CON. A primeira colocada em cada um dos cinco campeonatos continentais também garantiram uma vaga (excluindo aquelas que conquistaram a vaga pelo Campeonato Mundial e saltadoras de CONs que já haviam conquistado duas vagas). As vagas restantes foram para as melhores colocadas da Copa do Mundo de Saltos Ornamentais de 2020 (com as mesmas limitações) até que o número máximo de vagas fosse alcançado.
Cada saltadora deveria ter pelo menos 14 anos até o final de 2020 para poder competir.

## Formato
A competição foi realizada em três fases:
- Preliminar: Todas as saltadoras realizam cinco saltos; as 18 melhores avançam a semifinal.
- Semifinal: As saltadoras classificadas realizam cinco saltos; as pontuações da fase preliminar são desconsideradas e as doze melhores avançam a final.
- Final: As saltadores classificadas realizam cinco saltos; as pontuações da semifinal são desconsideradas e as três melhores conquistam as medalhas de ouro, prata e bronze, respectivamente.

Em cada rodada de saltos, pelo menos um deve ser de cada um dos cinco grupos (para frente, de costas, revirado, ponta pé a lua e parafuso). O sexto salto pode ser de qualquer grupo, mas não podendo repetir nenhum dos saltos anteriores já realizados.

## Calendário
Horário local (UTC+9)
| Dia                 | Horário | Fase       |
| ------------------- | ------- | ---------- |
| 30 de julho de 2021 | 15:00   | Preliminar |
| 31 de julho de 2021 | 15:00   | Semifinal  |
| 1 de agosto de 2021 | 15:00   | Final      |

## Medalhistas
| Ouro   | CHN Shi Tingmao   |
| Prata  | CHN Wang Han      |
| Bronze | USA Krysta Palmer |

## Resultados
Um total de 27 saltadoras competiram, com as três melhores colocadas na final garantindo as medalhas.
| Pos.              | Saltadores          | CON                | Preliminar | Preliminar | Semifinal   | Semifinal   | Final       | Final       | Final       | Final       | Final       | Final       | Final |
| Pos.              | Saltadores          | CON                | Pontos     | Pos.       | Pontos      | Pos.        | Salto 1     | Salto 2     | Salto 3     | Salto 4     | Salto 5     | Pontos      |       |
| ----------------- | ------------------- | ------------------ | ---------- | ---------- | ----------- | ----------- | ----------- | ----------- | ----------- | ----------- | ----------- | ----------- | ----- |
| Medalha de ouro   | Shi Tingmao         | CHN China          | 350.45     | 1          | 371.45      | 1           | 76.50       | 76.50       | 75.00       | 77.50       | 78.00       | 383.50      |       |
| Medalha de prata  | Wang Han            | CHN China          | 347.25     | 2          | 346.85      | 2           | 72.00       | 67.50       | 66.00       | 69.75       | 73.50       | 348.75      |       |
| Medalha de bronze | Krysta Palmer       | USA Estados Unidos | 279.10     | 15         | 316.65      | 5           | 67.50       | 63.00       | 73.50       | 66.65       | 73.10       | 343.75      |       |
| 4                 | Nur Dhabitah Sabri  | MAS Malásia        | 291.60     | 10         | 312.60      | 6           | 63.00       | 66.65       | 61.50       | 67.50       | 67.50       | 326.15      |       |
| 5                 | Inge Jansen         | NED Países Baixos  | 278.75     | 16         | 301.90      | 9           | 63.00       | 63.00       | 58.50       | 63.55       | 63.00       | 311.05      |       |
| 6                 | Aranza Vázquez      | MEX México         | 294.30     | 8          | 318.60      | 4           | 63.00       | 60.45       | 66.00       | 46.50       | 67.50       | 303.45      |       |
| 7                 | Tina Punzel         | GER Alemanha       | 287.00     | 14         | 311.05      | 7           | 66.00       | 44.95       | 61.50       | 63.00       | 67.50       | 302.95      |       |
| 8                 | Jennifer Abel       | CAN Canadá         | 332.40     | 3          | 341.40      | 3           | 63.00       | 69.75       | 39.00       | 64.50       | 61.20       | 297.45      |       |
| 9                 | Hailey Hernandez    | USA Estados Unidos | 309.55     | 6          | 291.60      | 10          | 58.05       | 58.80       | 58.80       | 58.80       | 54.00       | 288.45      |       |
| 10                | Maria Polyakova     | ROC                | 288.55     | 13         | 290.10      | 11          | 61.50       | 39.00       | 63.00       | 57.00       | 63.55       | 284.05      |       |
| 11                | Michelle Heimberg   | SUI Suíça          | 289.95     | 11         | 289.80      | 12          | 60.00       | 63.00       | 41.85       | 54.00       | 64.50       | 283.35      |       |
| 12                | Esther Qin          | AUS Austrália      | 292.80     | 9          | 309.15      | 8           | 67.50       | 29.45       | 61.50       | 42.00       | 61.50       | 261.95      |       |
| 13                | Emma Gullstrand     | SWE Suécia         | 289.65     | 12         | 288.85      | 13          | Não avançou | Não avançou | Não avançou | Não avançou | Não avançou | Não avançou |       |
| 14                | Anabelle Smith      | AUS Austrália      | 272.05     | 18         | 285.60      | 14          | Não avançou | Não avançou | Não avançou | Não avançou | Não avançou | Não avançou |       |
| 15                | Kim Su-ji           | KOR Coreia do Sul  | 304.20     | 7          | 283.90      | 15          | Não avançou | Não avançou | Não avançou | Não avançou | Não avançou | Não avançou |       |
| 16                | Sayaka Mikami       | JPN Japão          | 317.10     | 5          | 273.70      | 16          | Não avançou | Não avançou | Não avançou | Não avançou | Não avançou | Não avançou |       |
| 17                | Haruka Enomoto      | JPN Japão          | 277.85     | 17         | 255.40      | 17          | Não avançou | Não avançou | Não avançou | Não avançou | Não avançou | Não avançou |       |
| 18                | Pamela Ware         | CAN Canadá         | 330.10     | 4          | 245.10      | 18          | Não avançou | Não avançou | Não avançou | Não avançou | Não avançou | Não avançou |       |
| 19                | Grace Reid          | GBR Grã-Bretanha   | 268.15     | 19         | Não avançou | Não avançou | Não avançou | Não avançou | Não avançou | Não avançou | Não avançou | Não avançou |       |
| 20                | Ng Yan Yee          | MAS Malásia        | 251.95     | 20         | Não avançou | Não avançou | Não avançou | Não avançou | Não avançou | Não avançou | Não avançou | Não avançou |       |
| 21                | Luana Lira          | BRA Brasil         | 244.35     | 21         | Não avançou | Não avançou | Não avançou | Não avançou | Não avançou | Não avançou | Não avançou | Não avançou |       |
| 22                | Scarlett Mew Jensen | GBR Grã-Bretanha   | 243.25     | 22         | Não avançou | Não avançou | Não avançou | Não avançou | Não avançou | Não avançou | Não avançou | Não avançou |       |
| 23                | Viktoriya Kesar     | UKR Ucrânia        | 238.20     | 23         | Não avançou | Não avançou | Não avançou | Não avançou | Não avançou | Não avançou | Não avançou | Não avançou |       |
| 24                | Hanna Pysmenska     | UKR Ucrânia        | 232.30     | 24         | Não avançou | Não avançou | Não avançou | Não avançou | Não avançou | Não avançou | Não avançou | Não avançou |       |
| 25                | Julia Vincent       | RSA África do Sul  | 228.90     | 25         | Não avançou | Não avançou | Não avançou | Não avançou | Não avançou | Não avançou | Não avançou | Não avançou |       |
| 26                | Micaela Bouter      | RSA África do Sul  | 216.15     | 26         | Não avançou | Não avançou | Não avançou | Não avançou | Não avançou | Não avançou | Não avançou | Não avançou |       |
| 27                | Arantxa Chávez      | MEX México         | 190.35     | 27         | Não avançou | Não avançou | Não avançou | Não avançou | Não avançou | Não avançou | Não avançou | Não avançou |       |